# Yann Delaigue
Yannick “Yann” Delaigue (Tolone, 5 aprile 1973) è un ex rugbista a 15 francese, già apertura di Tolone, Tolosa e Castres.

## Biografia
Formatosi a Vienne, città nella quale giocava suo padre Gilles, internazionale anch'egli, Yann Delaigue esordì nel rugby di vertice nel Tolone, con il quale vinse il campionato nel 1992; passato al Tolosa, vinse altri due campionati e una Heineken Cup.
In Nazionale francese dal 1994 (esordì nel Cinque Nazioni di quell'anno contro la Scozia, prese parte ad altri due tornei, uno dei quali come Sei Nazioni, nel 2005, anno della sua ultima apparizione internazionale.
Prese anche parte alla Coppa del Mondo di rugby 1995 in Sudafrica, con soli due incontri.
Nonostante tra l'esordio e l'ultimo incontro per la Francia intercorrano 11 anni, Delaigue disputò relativamente pochi incontri, 20, con 37 punti totali.
Passato al Castres nel 2004, fece ritorno dopo un biennio al Tolone nel quale, nel 2007, chiuse la carriera dopo essere stato scartato dalla prima squadra per iniziativa del presidente.
Attualmente è commentatore televisivo per InfoSport, canale satellitare del gruppo Canal+; da ottobre 2011 collabora inoltre come consulente del gioco dei tre quarti del Bayonne.

## Palmarès
- Campionati francesi: 3
Tolone: 1991-92
Tolosa: 1998-99, 2000-01
- Coppe di Francia: 1
Tolosa: 1997-98
- Heineken Cup: 1
Tolosa: 2002-03